# Sörtjärnen (Bjurholms socken, Ångermanland, 709806-167054)
Sörtjärnen är en sjö i Bjurholms kommun i Ångermanland och ingår i Öreälvens huvudavrinningsområde. Sjön har en area på 0,116 kvadratkilometer och ligger 198,8 meter över havet. Sörtjärnen ligger i Öreälven Natura 2000-område. Sjön avvattnas av vattendraget Mariebäcken.

## Delavrinningsområde
Sörtjärnen ingår i det delavrinningsområde (709878-166889) som SMHI kallar för Mynnar i Öreälven. Medelhöjden är 229 meter över havet och ytan är 24,19 kvadratkilometer. Det finns inga avrinningsområden uppströms utan avrinningsområdet är högsta punkten. Mariebäcken som avvattnar avrinningsområdet har biflödesordning 2, vilket innebär att vattnet flödar genom totalt 2 vattendrag innan det når havet efter 86 kilometer. Avrinningsområdet består mestadels av skog (80 procent). Avrinningsområdet har 0,17 kvadratkilometer vattenytor vilket ger det en sjöprocent på 0,7 procent.